# 王林清
王林清（1974年7月—），男，山东烟台人，中华人民共和国法学家，曾任中华人民共和国最高人民法院法官並參與“陕西千亿矿权案”的審判過程。王林清2018年底在媒体发布视频，自述“陕西千亿矿权案”卷宗被盗，录制影片以“免遭不测”。2019年2月，中共中央政法委带领的联合调查组认定案卷丢失为王林清“自导自演”、“故意所为”，已涉嫌犯罪，公安机关对其立案侦查。王林清在央视新闻电视认罪。

## 生平
获烟台大学法学学士学位、北京大学法学硕士学位、中国政法大学博士学位、曾在中国社会科学院做金融学博士后工作、在中国人民大学做经济学博士后工作。
後來王林清擔任最高法院民事審判第一庭二級法官，兼任北京大学硕士研究生导师，主要从事民商事审判、研究和司法解释的起草制定工作。。其曾负责起草制定劳动争议司法解释（三）、（四）以及民间借贷司法解释、第八次全国民事商事审判工作会议纪要(民事部分)；参与了建筑物区分所有权、物业服务、城镇房屋租赁、旅游纠纷、食品药品纠纷、网络侵权、民事诉讼、物权法适用、消费民事公益诉讼等多部司法解释的研讨制定和书籍编纂工作。
雖從事民商事審判20年、擁有跨領域的3個博士學位，但2017年7月在實施法官員額制改革後未成為最高法院首批入額法官，在2018年11月公佈的第二批入額法官名單中亦未被選入。

### 陕西千亿矿权案和“自保视频”
根据中国官媒报道：
- 2014年，王林清因与他人违反规定，私自以最高法院某直属单位名义举办培训班并私分办班利润被单位纪律处分；2016年11月参评“全国十大杰出青年法学家”时，又因此前在干部档案审核中，被查出多处涂改个人档案受到诫勉的组织处理而未被推荐，由此对单位有积怨。王林清在陕西千亿矿权案当事人赵发琦于2011年上诉到最高法院后，担任该案二审合议庭的承办人。2016年11月25日傍晚，最高法院民一庭庭长程新文要求王林清加班起草陕西千亿矿权案二审法律文书，遭王林清拒绝，程新文告知王林清如不愿意加班就让别人承办。王林清认为在案件收尾期将其调整出合议庭，对此十分不满，加上前期积怨，遂产生藏匿案卷材料、给单位制造麻烦的想法，使新合议庭承办人不能顺利进行后续工作。王林清于当晚23时许来到办公室，将该案临时装订的副卷拆散，把全部正卷和拆散的部分副卷材料带回家中，单位不能复制或者没有备份的都留在了办公室文件柜中[10]。

- 2016年11月28日上午，王林清向程新文谎称二审案卷丢失，程新文当即让王林清仔细查找无果。11月29日，程新文在请示分管院领导同意后，正式通知王林清退出合议庭[10]。

- 2018年1月，陕西千亿矿权案二审宣判后，王林清认为案件卷宗“丢失”仍正常宣判，单位对卷宗“丢失”也没有追查，遂臆测有“黑幕”，加之前期积怨，于是决定通过写“举报材料”、拍摄自述视频的方式向上级“反映情况”。之后，王林清多次与当事人赵发琦见面。2018年7、8月左右，赵发琦为王林清录制视频提供帮助，王林清在视频中讲述了陕西千亿矿权案和“山西王见刚与王永安纠纷案”。2018年8月前后，赵发琦将王林清介绍给崔永元，崔永元在其工作室帮助王林清录制了反映陕西千亿矿权案案卷丢失、监控视频“黑屏”等问题的视频，上述部分视频经崔永元剪辑，在同年底爆料陕西千亿矿权案卷宗丢失后分段在网上发布[10]。

- 2018年12月26日，崔永元在其微博发文称，“习近平主席说要让民众从每个具体案件中体会法律的公正。而@最高人民法院院长周强都带头执法犯法，你让老百姓有何盼头？”崔永元还在微博中写道“先判后审，卷宗被盗两年无下落”，称52岁的赵发琦将12年用于打官司，还破口大骂“你们那里能进去盗贼吗？连老鼠都进不去。最高院可以丢卷宗吗？而且只丢这个案子的，而且只丢最重要的一本，而且丢的时候监控坏了，而且你们想再造一本……多大点事儿啊，不就是一个叫赵发琦的农民运气好买个探矿权探着个煤矿吗？怎么了？从省长到院长勾结在一起耍尽花招非得剥夺人家祖宗八代修来的一次福利。X你妈的，是不是打牌都只能你们胡啊？你们还让不让老百姓活了？”[11] 这一系列爆料使陕西千亿矿权案迅速成为社会舆情关注的焦点。

- 2018年12月27日，最高人民法院通过媒体否认案卷失踪，称“无任何事实和证据证明，属于谣言”。

- 2018年12月29日，崔永元再次发微博并明确指出，陕西千亿矿权案二审卷宗是在最高人民法院民事審判第一庭承辦該案的法官王林清的办公室内丢失，並張貼出幾張疑为丟失案卷的照片。同日，最高人民法院承認其中兩張照片所載內容與目前保存在最高人民法院檔案處的（2011）民一終字第81號案件副卷的有關內容相同，並表示將啟動內部調查程序[12]。

- 2018年12月30日，《華夏時報》深度調查部記者收到一段最高人民法院法官王林清的自述視頻。他在視頻中講述，自己为免遭不測留下一些證據而拍攝此段影片，他曾作為陕西千亿矿权案承辦法官，在準備寫判決書前（2016年11月28日上午）發現原存放於自己辦公室的二審的一本正卷和一本副卷（記載了合議庭評議記錄、領導對案件批示、有關部門的意見等不公開資訊）[13]不見蹤影，遂請求民一庭庭長程新文調取監控攝像查明為何人所取走時，却发现安裝不久的兩個監控摄像头同時壞掉[14][15]。

- 2019年1月2日，崔永元再轉貼一段最高人民法院民一庭法官王林清接受訪問的片段，王聲稱自己承辦案件的正卷、副卷竟然在東交民巷27號的最高人民法院本部遭竊。[16][17]

- 2019年1月3日，网络上再度流出最高人民法院法官王林清的自述視頻，内容为其2012年審理“山西省王永安和王见刚侵犯财产权一案”时，最高人民法院紀檢組辦公室主任閆長林先后两次要他到辦公室匯報案情，並表示本院某領導相當關注此案，要求做出對王永安有利判決。王林清斷然拒絕且舉報王永安曾企圖賄賂，最後依合議庭意見判決維持山西省高院作出的王永安敗訴判決（此判決被最高人民法院公报選登）[18][19][20]，事後王林清接到王永安揚言報復的威脅電話。2014年6月17日，王林清被派到江蘇省沭陽縣向三級法院的法官講課，當晚时任中纪委驻最高人民法院纪检组組長張建南、副組長何莉致電时任江蘇省高院院长、黨組書記許前飛（2017年已落马）要求以犯下嚴重罪行為由將王林清抓捕，许随即要求时任宿迁市中级人民法院代院长、党组书记汤小夫安排法警抓捕并扣押在宿迁市中院。隔日即帶回北京關在人民法院招待所的某房間中進行訊問，由於王林清堅稱自己無違法行為，張建南、何莉於是再要求东城区反贪局將其行政拘留，幸虧院內人士代為疏通而未被帶走。紀檢組人員調查銀行資金無异常往來後，最終以2013年曾參與人民法院出版社的培訓活動有違法營利行為为由，给予王林清黨內警告、行政記過處分、沒收講課費。2015年王永安通過審監庭的于松波、贺禔法官提起再審，審委會內部討論後決定維持山西高院王永安敗訴判決，但未對外作出任何裁判，導致原勝訴之當事人（王见刚）3年來仍無法依判決行使相關權利。[21][22]

- 2019年1月6日，根據大陸財經媒體財新網在其官方微博披露，接近王林清的人士稱，其1月3日曾到最高人民法院露面，之後被帶到中國最高法附近一家賓館接受最高人民法院一個調查組的訊問。崔永元隨後在微博上發出「王林清，請馬上聯繫我，我要確定你安全，這是我們約好的」的訊息。[23]

- 2019年1月7日
  - 崔永元先是在微博上公佈了一份「民一終字第81號」案件判決書的批示文件的照片，显示時任分管民一庭的審委會副部級專職委員杜萬華在2017年11月23日的批示中提及判決書做了三次修改並請周强批示。在12月18日的補充批示中，杜萬華寫到「本案判決書周強院長已經審核，請即發」[23]。
  - 当天稍晚时候，崔永元再次贴出王林清接受訪問的一段视频，王在视频中称2016年3月，负责陕西千亿矿权案审理的合議庭達成一致意见，认为凱奇萊公司與西勘院的合作開發合同有效、西勘院構成違約、西勘院應當把探礦權轉讓給凱奇萊公司[24][25]。杜萬華要王到他的辦公室報告合議結果并指示鉴于這個案件社會關注度高、利益龐大，應提交審委會討論後再作出判決。2016年5月，杜萬華又叫王到其辦公室并告知周強指示该案發回陕西省高院重審，王當下以違反民事訴訟法僅可發回一次的規定反對，但仍被要求保留个人意见并在周強院長出訪英國前完成發回高院重新審判的判決。正當王在草擬發回判決之際又接到杜萬華的電話，新的指示是判決解除合同，王立刻以不存在解除合同事由、違反法院不告不理的規定提出反對意見[26]。

- 2019年1月9日，中央政法委微信公眾號「長安劍」發布消息，針對2018年12月29日最高人民法院所承認審理陕西千亿矿权案時二審卷宗丟失等問題，將由中央政法委牽頭，中央紀委、國家監委、最高人民檢察院和公安部成立聯合調查組開始調查。[27]

- 2019年1月18日，崔永元再次发微博称，和王林清同屋办公的叫司伟（为最高人民法院民一庭审判员），只有他俩有（文件柜）钥匙，怀疑丢卷和他有关。

- 2019年2月4日，赵发琦在推特上发布了一段王林清自述视频。视频中王林清强烈怀疑丢失卷宗系被盗，并列出了五点理由。

- 2019年2月18日，赵发琦在其个人推特上发布王林清举报最高人民法院院长周强的举报信[28][29]。举报信称周强就是涉嫌盗窃并伪造卷宗的策划人，“炮制中国司法版的‘水门事件’”[30]。

2022年5月7日，北京市第二中级人民法院一审公开宣判被告王林清受贿、非法获取国家秘密案，对被告人王林清以受贿罪判处有期徒刑十年，并处罚金人民币100万元，以非法获取国家秘密罪判处有期徒刑5年，决定执行有期徒刑14年，并处罚金人民币100万元；对其受贿所得财物及其孳息依法予以追缴，上缴国库。
北京市第二中级人民法院于2021年10月26日、27日对王林清案依法进行了审理，其中对王林清被指控受贿事实部分公开开庭审理，对涉及国家秘密的王林清被指控非法获取国家秘密事实部分不公开开庭审理。庭审中，检察机关出示了相关证据，被告人、辩护人进行了质证，控辩双方均发表了辩论意见，被告人进行了最后陈述。法庭充分保障了被告人、辩护人的诉讼权利。
经审理查明：2008年至2018年，被告人王林清利用担任最高人民法院民一庭助理审判员职务上的便利或职权、地位形成的便利条件，单独或伙同他人，为相关单位和个人在案件审理等事项上提供帮助，非法收受榆林市凯奇莱能源投资有限公司（以下简称凯奇莱公司）等2个单位和律师程杰、律师杨铭等11名个人给予的财物共计折合人民币2,190万余元，其中，2011年至2018年，为凯奇莱公司在案件审理、执行等事项上提供帮助，收受该公司法定代表人赵发琦给予的美元5万元和价值人民币5万元的购物卡，共计折合人民币35万余元。
2018年6月至8月，被告人王林清在赵发琦的唆使下，商定由王林清获取凯奇莱公司与陕西省地质矿产勘查开发局西安地质矿产勘查开发院合作勘查合同纠纷一案的卷宗材料。王林清先后采用借阅、骗取案卷材料后偷拍等方式，非法获取凯奇莱公司案件的大量卷宗材料，通过手机微信或者电子邮件等方式将所拍摄材料提供给赵发琦。经国家保密局鉴定，王林清伙同赵发琦非法获取的材料中有5份属机密级国家秘密。
北京市第二中级人民法院认为，被告人王林清身为国家工作人员，利用职务上的便利，为他人谋取利益，或者利用职权、地位形成的便利条件，通过其他国家工作人员职务上的行为，为他人谋取不正当利益，非法收受他人财物，数额特别巨大，其行为构成受贿罪；以窃取方法非法获取国家秘密，情节严重，其行为构成非法获取国家秘密罪。王林清作为司法工作人员，知法犯法，受贿数额特别巨大，严重侵害了司法行为的廉洁性，破坏了司法公信力；其非法获取国家秘密，交由赵发琦后被扩散，造成了恶劣的社会影响，应依法惩处。鉴于其因涉嫌非法获取国家秘密被抓获后，主动交代了办案机关尚未掌握的全部受贿犯罪事实，具有自首情节；对被控受贿罪认罪悔罪，受贿赃款赃物已全部追缴，具有法定、酌定从轻处罚情节，依法可以对其受贿罪从轻处罚。法庭遂作出上述判决。此外，赵发琦、程杰、杨铭等人的犯罪行为已依法受到惩处。

### 调查组结论和“认罪视频”
2019年2月22日，新华社发布消息，称中央政法委牵头，中央纪委国家监委、最高人民检察院、公安部参加的联合调查组查明，所谓“卷宗丢失”系最高法院民一庭助理审判员王林清本人故意所为。王林清因工作中对单位产生不满而窃取相关案卷材料。对于网传王林清自述视频中反映最高法院二审的“凯奇莱案”问题，联合调查组经审查认定，最高法院终审判决将案涉合同性质认定为合作勘查合同并认定合同有效是正确的，认定西安地质矿产勘查开发院违约并判令其承担违约责任并无不当，判决驳回凯奇莱公司要求转让探矿权等其他诉讼请求是正确的；最高法院鉴于凯奇莱公司坚持其继续履行的诉讼请求不变，而作出继续履行合同的判决，有相关法律依据。最高法院领导根据有关法律和规定，对凯奇莱案这类重大复杂案件加强了审判管理和监督。对于王林清视频反映的另一起案件——“山西王见刚与王永安纠纷案”，联合调查组经审查认定，最高法院二审判决对双方合同性质和效力的认定正确，但在经营利润的认定和计算上存在瑕疵。联合调查组调查发现，最高法院监察局原副局级监察专员闫长林涉嫌接受当事人请托，通过打招呼等方式过问山西王见刚与王永安纠纷案，但不存在对王林清“打击报复”问题。联合调查组已经将调查中发现的王林清涉嫌非法获取、故意泄露国家秘密犯罪线索移交公安机关立案侦查，将闫长林涉嫌违规过问案件违纪违法问题移交纪检监察机关立案审查调查。联合调查组同时指出，最高法院存在内部管理不规范、保密制度落实不到位等问题，并责成最高法院进行认真整改。
调查组最终认定案卷丢失为先前负责审理该案件的最高人民法院法官王林清“自导自演”、“故意所为”，并称王林清的行为已涉嫌犯罪，公安机关对其立案侦查。2019年2月，王林清在央视专访中出现并进行“电视认罪”，其称：“一个是为了泄愤，一时冲动，另外一个就是为了阻止别人去办这个案件。”
2019年5月10日，新华社发布消息称，王林清因涉嫌职务违法问题，已被北京市监察机关立案调查。2020年10月，律师张磊在北京看守所会见了王林清。据自由亚洲电台引述张磊的说法，王林清身体状况极差，羁押期间还受到了“非人待遇”，但依然重申自己无罪。

### 质疑声音
部分网友认为，王林清冒巨大风险盗窃卷宗并带回家中只为泄愤的行为极不理智。作为法院工作人员做出如此举措让人难以理解。
另有部分网友指出，官媒并没有说王林清为何在明知有两个镜头监控其办公室的情况下，偷了卷宗后几乎立刻就向领导报道此事。作为一个非正式编制的法官，王林清不可能在当时能控制监控镜头。这么一个大案，如果该院领导稍微调取录像，王林清根据官媒所说在25日晚上23时来办公室拿资料的可疑举动，立刻就会被发现，然而王林清并未因此收手依旧盗窃了卷宗。
有中国律师表示，官方的调查结果有违逻辑。人权律师刘晓媛说：“从常识上看，这件事中有许多东西都让人难以接受。”她还说：“但这样高层次的调查，竟然会随意编造这些东西，也着实令人震惊。”

### 後續
2022年5月7日，北京市第二中级人民法院一审以受贿罪判處王林清判处有期徒刑十年，并处罚金人民币一百万元，以非法获取国家秘密罪判处其有期徒刑五年，法院决定执行有期徒刑十四年，并处罚金人民币一百万元；对其受贿所得财物及其利息追缴。王林清提出上诉。6月20日，北京市高级人民法院对上诉人王林清上诉一案依法公开宣判，驳回其上诉，维持原判。同日，北京市高级人民法院还对向王林清行贿的赵发琦等人上诉案进行了宣判，均驳回上诉，维持原判。

## 榮譽
- 2007年，获中国博士后科学基金会二等基金资助。[41]
- 2008年，被最高人民法院评为“优秀教师”并荣获嘉奖。[41]
- 2009年，荣获中国博士后科学基金特别资助（第二批）。[41]
- 2011年，荣立个人三等功。[41]
- 2011年，獲中国社会科学院金融研究所金融学副研究员高级职称。[42]
- 2012年，被評選為「全國法院辦案標兵」。[43]
- 2013年，《劳动争议裁诉标准与规范》[44]获得首届“首都法学优秀成果奖”（著作类）三等奖。
- 2014年，獲得第三屆「中央國家機關青年五四獎章標兵」。[45]
- 2014年，由中国法学会社会法学研究会推薦為第七屆「全国十大杰出青年法学家」候选人。[41]
- 2016年，榮獲第二屆「首都十大傑出青年法學家」提名獎。[46]

## 著作
《房地产纠纷裁判思路与规范指引 》、《劳动争议热点问题司法实务指引》、《证券法理论与司法适用》、《交通事故责任纠纷裁判精要与规则适用》 等專書。
發表《司法裁判中直觉与推理共同起作用》，载《中国社会科学报》2013年8月、《公司法与劳动法语境下竞业禁止之比较》，载《政法论坛》2013年第1期等文。